# Tancho

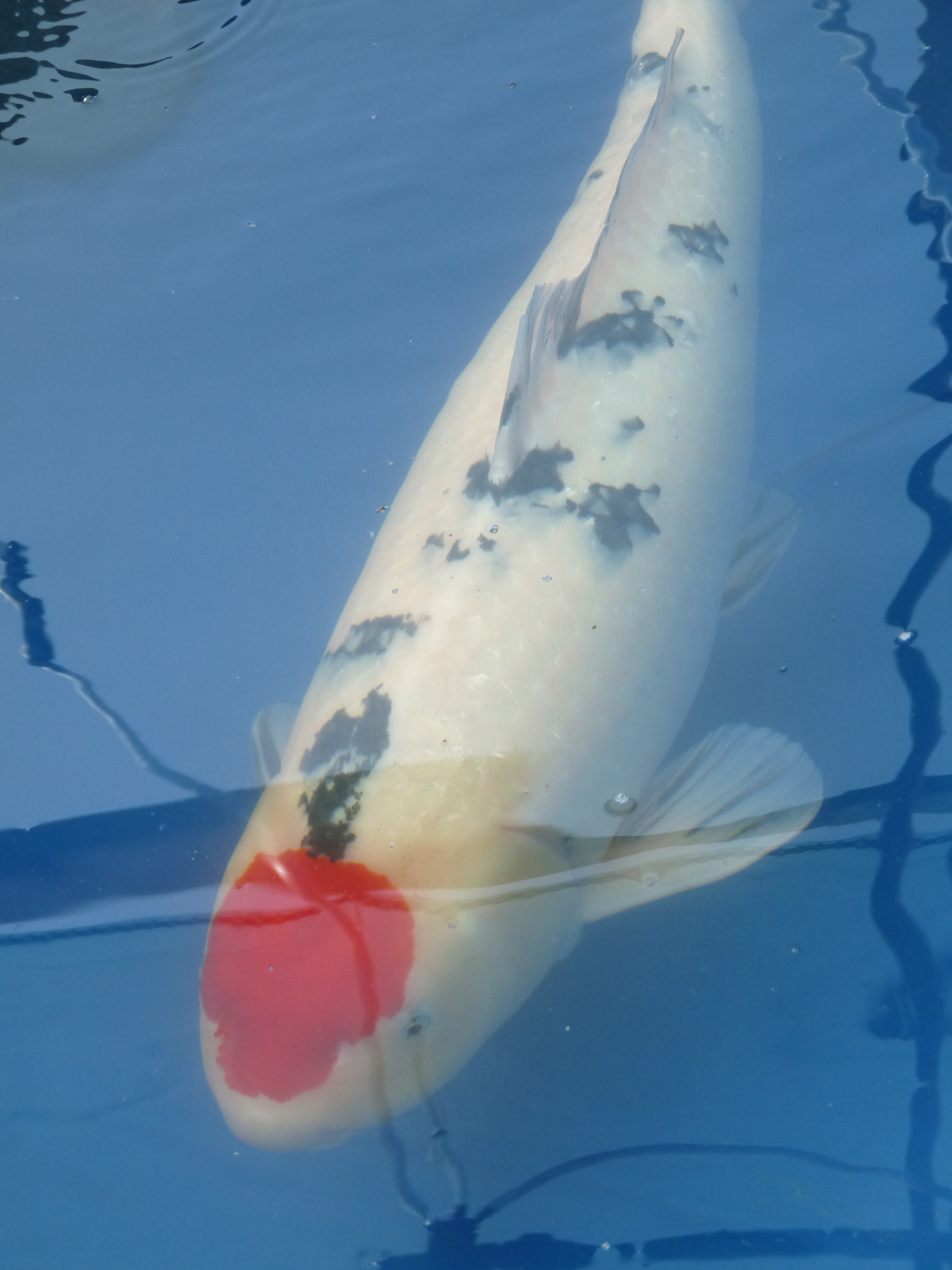
Tanchō Sanke

Der Tanchō (jap. 丹頂 wörtlich: „roter Scheitel“, auch der Name des Mandschurenkranichs) ist eine Zuchtform des Nishikigoi-Karpfens (Koi genannt).
Tanchos haben einen roten runden Fleck (Hi, 緋 „Scharlachrot“) auf dem Kopf, der auch oval, herzförmig oder rautenförmig sein kann. Die Grundfarbe ist weiß; das Hi ist der einzige rote Bereich auf ihrem Körper. Außerhalb Japans erfreuen sich Tanchos aufgrund ihres Erscheinungsbildes, das an die japanischen Nationalflagge oder den Mandschurenkranich (Grus japonensis) erinnert, großer Beliebtheit.
Weitere Untergliederung:
- Tanchō Kōhaku – einer der bekanntesten Kōhaku; einzelnes Hi (Rot) auf dem Kopf (ist dieses Hi kreisrund, welches die japanische Fahne darstellen soll, wird er als Ippon-Kohaku bezeichnet)
- Tanchō Sanke/Sanshuko –  einzelnes Hi (Rot) auf dem Kopf und schwarze Flecken (Sumi, 墨 „Tusche“) wie ein Shiro Bekko
- Tanchō Shōwa – einzelnes Hi auf dem Kopf und schwarze Flecken (Sumi) wie ein Shiro Utsuri